# Тан (Казахстан)
Тан (каз. Таң) — село у складі Жалагаського району Кизилординської області Казахстану. Адміністративний центр Танського сільського округу.
Населення — 1144 особи (2021; 1186 у 2009, 1378 у 1999, 1383 у 1989).